# 山本善寿
山本 善寿（やまもと よしひさ、1979年12月2日 - ）は、日本の男性声優。神奈川県出身。NAVUE株式会社（ナブー株式会社）。

## 略歴
映像テクノアカデミア出身。2011年1月から始まったプロダクション・エース演技研究所主催「声優オーディション」で、プロダクション・エース賞を受賞し、プロダクション・エース準所属となる。その後、オフィスPAC準所属となる(後に所属に昇格)。オフィスPACを退所後、NAVUE株式会社（ナブー株式会社）に所属となった。

## 人物
特技にはバスケットボール、剣道をそれぞれ挙げている。趣味には映画鑑賞、演劇鑑賞、読書をそれぞれ挙げている。

## 出演
太字はメインキャラクター。

### テレビアニメ
2015年
- 牙狼〈GARO〉-炎の刻印-（村人）
- 牙狼 -紅蓮ノ月-（野党A）

2016年
- ルパン三世 PART IV（悪党A）
- 機動戦士ガンダムUC RE:0096（連邦兵、ネオ・ジオン兵）

2017年
- 銀魂.（同心）
- 牙狼〈GARO〉-VANISHING LINE-（2017年 - 2018年、医者、男B、システム音声）

2018年
- ルパン三世 PART5（リュカ、通信センター職員A、警官C）
- 夢王国と眠れる100人の王子様（街の人A）
- DOUBLE DECKER! ダグ&キリル（男C、フリン）

2019年
- ルパン三世 グッバイ・パートナー（兵士A）

2021年
- すばらしきこのせかい The Animation（参加者C）
- スーパーカブ（ライダー）
- ルパン三世 PART6（消防隊員B）

2022年
- ユーレイデコ（捜索部隊・隊員A、ナレーション）

### 劇場アニメ
- BLAME!（2017年）
- 薄墨桜 -GARO-（2018年、貴族C）

### OVA
- 機動戦士ガンダムUC（2013年 - 2014年、通信士）

### Webアニメ
- DEVILMAN crybaby（2018年、ウェブスタッフ）

### ゲーム
- BLADESTORM 百年戦争（2013年）
- アンジェリーク ルトゥール（2015年）
- ドラゴンクエストXI 過ぎ去りし時を求めて（2017年）

### 吹き替え

#### 映画
- アイム・ユア・ウーマン（ジミー〈ジャロッド・ディジョルジ〉）
- 最終突撃取材計画!（英語版）
- インファナル・ディール 野蛮な正義（英語版）（フィッチ〈クリス・マークエット〉）
- マキシマム・ブロウ（英語版）（ルイス〈パトリック・サボンギ〉）
- パニック・マーケット3D（英語版）（ジェサップ〈エイドリアン・パン〉）
- ソーシャル・キラー 金曜日のネットストーカー
- U.M.A 2010
- ビースト・オブ・ノー・ネーション
- マグニフィセント・セブン（ジョサイア〈ビリー・スローター（英語版）〉[6]）
- ブラック・ルーム（英語版）
- トランスフォーマー/最後の騎士王（戦闘機パイロット(1)[7]）
- 最初に父が殺された
- スター・ウォーズシリーズ
  - スター・ウォーズ/フォースの覚醒
  - スター・ウォーズ/最後のジェダイ
  - スター・ウォーズ/スカイウォーカーの夜明け
- ゲームオーバー!（ジョエル・マクヘイル、フレッド・アーミセン、レイ、太めの警備員）
- Merry Christmas! 〜ロンドンに奇跡を起こした男〜（駅員）
- シャザム!（カーニバル警官〈マイケル・ザビエル〉[8]）※劇場公開版
- ハウス・オブ・グッチ（イヴァーノ[9]）

#### ドラマ
- Dr.HOUSE
- 刑事フォイル
- ヴェロニカ・マーズ
- ゴースト 〜天国からのささやき（サーマン）
- BONES
- ナース・ジャッキー
- メンタリスト
- レバレッジ 〜詐欺師たちの流儀（ポール）
- リベンジ
- シンイ-信義-（徳興君、イセク）
- ラスト・リゾート 孤高の戦艦（英語版）(ロバート、ケーヒル)
- ブログ犬 スタン
- ワンス・アポン・ア・タイム（黒騎士）
- チェサピーク海岸（英語版）（ジョン・ロウル〈ブラッドレイ・ストライカー（英語版） 他）
- SCORPION/スコーピオン
- デアデビル（フィリップ）
- STARTUP スタートアップ（英語版）
- イージー
- サバイバー: 宿命の大統領（セス・ライト〈カル・ペン〉）
- TABOO
- フュード/確執 ベティ vs ジョーン（バート）
- MACGYVER/マクガイバー
- 21サンダー（英語版）（ミシェル、ジュリー）
- LAW & ORDER:性犯罪特捜班

#### アニメ
- アルティメット・スパイダーマン（ジャービス）
- アベンジャーズ・アッセンブル（ジャービス）
- サンダーバード ARE GO
- スター・ウォーズ: バッド・バッチ（ランパート）
- おしゃれにナンシー・クランシー（ダグ・クランシー〈パパ〉）

#### その他
- 5ファースト・デート（英語版）（コーリー）
- プロジェクト・ランウェイ シーズン11（ベンジャミン）
- モーガンフリーマンと宇宙の謎
- マーサ・スチュワート・ショー
- ベトナム戦争の失われた記録
- ポーン・スターズ
- アメリカ極秘文書の謎
- 現代の驚異
- ザ・イリュージョン!世界のトップマジシャンたち

### ナレーション

#### VP
- 赤坂警察署 赤坂新庁舎完成記念
- 東芝
  - 鍛造かまど丸釜
  - 石窯ドーム
- 日本ヒューレット・パッカード

### オーディオブック
- 日本のもの造り哲学（2007年、朗読）
- 永遠の0（2016年、藤木秀一）
- のぼうの城（2017年、北条氏政）
- 億を稼ぐ積み上げ力（2021年、朗読）